# Le Vigeant
Le Vigeant és un municipi francès situat al departament de la Viena i a la regió de la Nova Aquitània. L'any 2007 tenia 725 habitants.

## Demografia

### Població
El 2007 la població de fet de Le Vigeant era de 725 persones. Hi havia 321 famílies de les quals 107 eren unipersonals (47 homes vivint sols i 60 dones vivint soles), 137 parelles sense fills, 64 parelles amb fills i 13 famílies monoparentals amb fills.
La població ha evolucionat segons el següent gràfic:
Habitants censats

### Habitatges
El 2007 hi havia 517 habitatges, 334 eren l'habitatge principal de la família, 76 eren segones residències i 106 estaven desocupats. 509 eren cases i 8 eren apartaments. Dels 334 habitatges principals, 263 estaven ocupats pels seus propietaris, 62 estaven llogats i ocupats pels llogaters i 10 estaven cedits a títol gratuït; 2 tenien una cambra, 17 en tenien dues, 40 en tenien tres, 90 en tenien quatre i 185 en tenien cinc o més. 246 habitatges disposaven pel capbaix d'una plaça de pàrquing. A 158 habitatges hi havia un automòbil i a 134 n'hi havia dos o més.

### Piràmide de població
La piràmide de població per edats i sexe el 2009 era:
| Homes | Edats   | Dones |
| ----- | ------- | ----- |
| 0     | 95 o +  | 0     |
| 0     | 90 a 94 | 8     |
| 12    | 85 a 89 | 12    |
| 16    | 80 a 84 | 8     |
| 12    | 75 a 79 | 24    |
| 40    | 70 a 74 | 52    |
| 28    | 65 a 69 | 16    |
| 24    | 60 a 64 | 12    |
| 20    | 55 a 59 | 24    |
| 28    | 50 a 54 | 20    |
| 28    | 45 a 49 | 24    |
| 36    | 40 a 44 | 28    |
| 20    | 35 a 39 | 24    |
| 24    | 30 a 34 | 12    |
| 8     | 25 a 29 | 8     |
| 24    | 20 a 24 | 20    |
| 28    | 15 a 19 | 20    |
| 4     | 10 a 14 | 4     |
| 24    | 5 a 9   | 16    |
| 20    | 0 a 4   | 8     |

## Economia
El 2007 la població en edat de treballar era de 427 persones, 287 eren actives i 140 eren inactives. De les 287 persones actives 255 estaven ocupades (145 homes i 110 dones) i 32 estaven aturades (17 homes i 15 dones). De les 140 persones inactives 69 estaven jubilades, 28 estaven estudiant i 43 estaven classificades com a «altres inactius».

### Ingressos
El 2009 a Le Vigeant hi havia 318 unitats fiscals que integraven 661 persones, la mediana anual d'ingressos fiscals per persona era de 13.823 €.

### Activitats econòmiques
Dels 53 establiments que hi havia el 2007, 5 eren d'empreses extractives, 3 d'empreses alimentàries, 1 d'una empresa de fabricació de material elèctric, 2 d'empreses de fabricació d'elements pel transport, 1 d'una empresa de fabricació d'altres productes industrials, 5 d'empreses de construcció, 7 d'empreses de comerç i reparació d'automòbils, 1 d'una empresa de transport, 10 d'empreses d'hostatgeria i restauració, 1 d'una empresa d'informació i comunicació, 4 d'empreses immobiliàries, 10 d'empreses de serveis, 2 d'entitats de l'administració pública i 1 d'una empresa classificada com a «altres activitats de serveis».
Dels 11 establiments de servei als particulars que hi havia el 2009, 1 era un taller de reparació d'automòbils i de material agrícola, 1 establiment de lloguer de cotxes, 1 paleta, 1 fusteria, 2 electricistes, 4 restaurants i 1 agència immobiliària.
L'únic establiment comercial que hi havia el 2009 era una botiga de material esportiu.
L'any 2000 a Le Vigeant hi havia 61 explotacions agrícoles que ocupaven un total de 4.212 hectàrees.

## Equipaments sanitaris i escolars
El 2009 hi havia una escola elemental.

## Poblacions més properes
El següent diagrama mostra les poblacions més properes.